# Seznam ocenění a nominací filmu Le Mans '66
Toto je seznam ocenění a nominací filmu Le Mans '66 z roku 2019 režiséra Jamese Mangolda natočený na motivy osudů automobilových konstruktérů a závodníků Kena Milese a Carrolla Shelbyho. hlavních rolích hráli Matt Damon a Christian Bale, v dalších rolích se objevili Jon Bernthal, Caitriona Balfe, Tracy Letts, Josh Lucas, Noah Jupe, Remo Girone a Ray McKinnon.
Film vydělal přes 225 milionů dolarů a získal pozitivní recenze od kritiků. National Board of Review vybralo film do svého žebříčku nejlepších deseti filmů roku 2018. Získal tři nominace na Filmovou cenu Britské akademie a čtyři nominace na Oscara.

## Ocenění a nominace
| Ocenění                                       | Datum ceremoniálu  | Kategorie                                           | Nominovaný                                                              | Výsledek  |
| --------------------------------------------- | ------------------ | --------------------------------------------------- | ----------------------------------------------------------------------- | --------- |
| AACTA Awards                                  | 3. ledna 2020      | nejlepší mezinárodní herec                          | Christian Bale                                                          | nominace  |
| AARP's Movies for Grownups Awards             | 19. ledna 2020     | nejlepší kamarádský film                            |                                                                         | nominace  |
| ACE Eddie Awards                              | 17. ledna 2020     | nejlepší střih (film: drama)                        | Andrew Buckland and Michael McCusker                                    | nominace  |
| Alliance of Women Film Journalists EDA Awards | 10. ledna 2020     | nejlepší střih                                      | Andrew Buckland and Michael McCusker                                    | nominace  |
| Art Directors Guild Awards                    | 1. února 2020      | nejlepší výprava (dobový film)                      | François Audouy                                                         | nominace  |
| American Society of Cinematographers          | 25. ledna 2020     | nejlepší kamera                                     | Phedon Papamichael                                                      | nominace  |
| Austin Film Critics Association               | 6. ledna 2020      | nejlepší kaskadérský tým                            |                                                                         | nominace  |
| Boston Online Film Critics Association        | 14. prosince 2019  | nejlepších 10 filmů roku 2019                       |                                                                         | vítězství |
| Cinema Audio Society Awards                   | 25. ledna 2020     | nejlepší mix zvuku (film)                           |                                                                         | vítězství |
| Critics' Choice Movie Awards                  | 12. ledna 2020     | nejlepší film                                       |                                                                         | nominace  |
| Critics' Choice Movie Awards                  | 12. ledna 2020     | nejlepší akční film                                 | nominace                                                                |           |
| Critics' Choice Movie Awards                  | 12. ledna 2020     | nejlepší vizuální efekty                            | nominace                                                                |           |
| Critics' Choice Movie Awards                  | 12. ledna 2020     | nejlepší střih                                      | Andrew Buckland a Michael McCusker                                      | nominace  |
| Critics' Choice Movie Awards                  | 12. ledna 2020     | nejlepší kamera                                     | Phedon Papamichael                                                      | nominace  |
| Camerimage                                    | 16. listopadu 2019 | Zlatý žabák                                         | Phedon Papamichael (kamera), James Mangold (režisér)                    | nominace  |
| Filmová cena Britské akademie                 | 2. února 2020      | nejlepší kamera                                     | Phedon Papamichael                                                      | nominace  |
| Filmová cena Britské akademie                 | 2. února 2020      | nejlepší střih                                      | Andrew Buckland a Michael McCusker                                      | vítězství |
| Filmová cena Britské akademie                 | 2. února 2020      | nejlepší zvuk                                       | David Giammarco, Paul Massey, Steven A. Morrow a Donald Sylvester       | nominace  |
| Georgia Film Critics Association              |                    | nejlepší film                                       |                                                                         | nominace  |
| Gold Derby Awards                             | 4. února 2020      | nejlepší střih                                      | Andrew Buckland a Michael McCusker                                      | nominace  |
| Gold Derby Awards                             | 4. února 2020      | nejlepší zvuk                                       | David Giammarco, Paul Massey, Steve Morrow, a Donald Sylvester          | nominace  |
| Hollywood Critics Association Awards          | 9. ledna 2020      | nejlepší střih                                      | Michael McCusker                                                        | nominace  |
| Hollywood Film Awards                         | 3. listopadu 2019  | Hollywood Director Award                            | James Mangold                                                           | vítězství |
| Hollywood Film Awards                         | 3. listopadu 2019  | nejlepší střih                                      | Andrew Buckland a Michael McCusker                                      | vítězství |
| Hollywood Film Awards                         | 3. listopadu 2019  | nejlepší zvuk                                       | Donald Sylvester, Paul Massey, David Giammarco a Steven A. Morrow       | vítězství |
| Hollywood Music in Media Awards               | 19. listopadu 2019 | nejlepší skladatel (film)                           | Marco Beltrami a Buck Sanders (remíza s Hildurem Guðnadóttirim – Joker) | vítězství |
| Houston Film Critics Society Awards           | 2. ledna 2020      | nejlepší kaskadérský tým                            |                                                                         | nominace  |
| Las Vegas Film Critics Society                | 13. prosince 2019  | nejlepší akční film                                 |                                                                         | vítězství |
| Las Vegas Film Critics Society                | 13. prosince 2019  | nejlepších deset filmů roku 2019                    |                                                                         | vítězství |
| Las Vegas Film Critics Society                | 13. prosince 2019  | nejlepší střih                                      | Andrew Buckland a Michael McCusker                                      | vítězství |
| London Critics Circle Film Awards             | 20. ledna 2020     | nejlepší britská/irská mladá herečka/mladý herec    | Noah Jupe                                                               | nominace  |
| Oscar                                         | 9. února 2020      | nejlepší film                                       | Peter Chernin, Jenno Topping, James Mangold (producenti)                | nominace  |
| Oscar                                         | 9. února 2020      | nejlepší střih                                      | Andrew Buckland a Michael McCusker                                      | vítězství |
| Oscar                                         | 9. února 2020      | nejlepší střih zvuku                                | Donald Sylvester                                                        | vítězství |
| Oscar                                         | 9. února 2020      | nejlepší mix zvuku                                  | Paul Massey, David Giammarco a Steven A. Morrow                         | nominace  |
| Producers Guild of America Award              | 18. ledna 2020     | nejlepší produkce (film)                            | Peter Chernin, Jenno Topping and James Mangold                          | nominace  |
| San Diego Film Critics Society                | 9. prosince 2019   | nejlepší mužský herecký výkon v hlavní roli         | Christian Bale                                                          | nominace  |
| San Diego Film Critics Society                | 9. prosince 2019   | nejlepší střih                                      | Andrew Buckland a Michael McCusker                                      | vítězství |
| San Diego Film Critics Society                | 9. prosince 2019   | nejlepší kamera                                     | Phedon Papamichael                                                      | nominace  |
| San Francisco Bay Area Film Critics Circle    | 16. prosince 2019  | nejlepší střih                                      | Andrew Buckland a Michael McCusker                                      | vítězství |
| Satellite Awards                              | 19. prosince 2019  | nejlepší film (drama)                               |                                                                         | vítězství |
| Satellite Awards                              | 19. prosince 2019  | nejlepší režie                                      | James Mangold                                                           | vítězství |
| Satellite Awards                              | 19. prosince 2019  | nejlepší mužský herecký výkon v hlavní roli (drama) | Christian Bale                                                          | vítězství |
| Satellite Awards                              | 19. prosince 2019  | nejlepší původní scénář                             | Jez Butterworth, John-Henry Butterworth a Jason Keller                  | nominace  |
| Satellite Awards                              | 19. prosince 2019  | nejlepší skladatel                                  | Marco Beltrami and Buck Sanders                                         | nominace  |
| Satellite Awards                              | 19. prosince 2019  | nejlepší kamera                                     | Phedon Papamichael                                                      | nominace  |
| Satellite Awards                              | 19. prosince 2019  | nejlepší vizuální efekty                            | Olivier Dumont, Mark Byers and Kathy Segal                              | nominace  |
| Satellite Awards                              | 19. prosince 2019  | nejlepší střih                                      | Andrew Buckland a Michael McCusker                                      | vítězství |
| Satellite Awards                              | 19. prosince 2019  | nejlepší zvuk                                       | Donald Sylvester, Paul Massey, David Giammarco and Steven A. Morrow     | vítězství |
| Satellite Awards                              | 19. prosince 2019  | nejlepší výprava                                    | François Audouy a Peter Lando                                           | nominace  |
| Screen Actors Guild Award                     | 19. ledna 2020     | nejlepší mužský herecký výkon v hlavní roli         | Christian Bale                                                          | nominace  |
| Screen Actors Guild Award                     | 19. ledna 2020     | nejlepší kaskadérský tým (film)                     |                                                                         | nominace  |
| Seattle Film Critics Society                  | 16. prosince 2019  | nejlepší film                                       |                                                                         | nominace  |
| Seattle Film Critics Society                  | 16. prosince 2019  | nejlepší akční choreografie                         | nominace                                                                |           |
| Southern Eastern Film Critics Association     | 10. prosince 2019  | Top 10 films of 2019                                |                                                                         | vítězství |
| Visual Effects Society Awards                 | 29. ledna 2020     | nejlepší vizuální efekty (reálný film)              | Olivier Dumont, Kathy Siegel, Dave Morley, Malte Sarnes a Mark Byers    | nominace  |
| Washington D.C. Area Film Critics Association | 8. prosince 2019   | nejlepší střih                                      | Andrew Buckland a Michael McCusker                                      | vítězství |
| Zlatý glóbus                                  | 5. ledna 2020      | nejlepší mužský herecký výkon (drama)               | Christian Bale                                                          | nominace  |